# Марцишув (гміна)
Гміна Марцишув (пол. Gmina Marciszów) — сільська гміна у південно-західній Польщі. Належить до Каменноґурського повіту Нижньосілезького воєводства.
Станом на 31 грудня 2011 у гміні проживало 4716 осіб.

## Площа
Згідно з даними за 2007 рік площа гміни становила 81.98 км², у тому числі:
- орні землі: 53.00%
- ліси: 36.00%

Таким чином, площа гміни становить 20.70% площі повіту.

## Населення
Станом на 31 грудня 2011:
| Опис     | Загалом | Загалом | Чоловіки | Чоловіки | Жінки | Жінки |
| -------- | ------- | ------- | -------- | -------- | ----- | ----- |
| одиниця  | осіб    | %       | осіб     | %        | осіб  | %     |
| все      | 4716    | 100     | 2358     | 50.00    | 2358  | 50.00 |
| міське   | 0       | 100     | 0        |          | 0     |       |
| сільське | 4716    | 100     | 2358     | 50.00    | 2358  | 50.00 |

## Сусідні гміни
Гміна Марцишув межує з такими гмінами: Болькув, Чарни Бур, Яновіце-Вельке, Каменна Ґура, Старе Боґачовіце.